# NGC 3323
NGC 3323 é uma galáxia espiral barrada (SB/P) localizada na direcção da constelação de Leo Minor. Possui uma declinação de +25° 19' 21" e uma ascensão recta de 10 horas, 39 minutos e 39,1 segundos.
A galáxia NGC 3323 foi descoberta em 15 de Março de 1877 por Édouard Jean-Marie Stephan.